# Drino dubia
Drino dubia är en tvåvingeart som först beskrevs av Jacques-Marie-Frangile Bigot 1889.  Drino dubia ingår i släktet Drino och familjen parasitflugor. Inga underarter finns listade i Catalogue of Life.